# The Active Life of Dolly of the Dailies

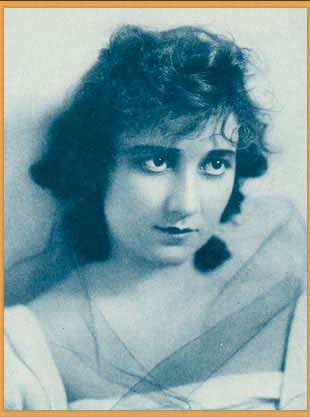
Mary Fuller, estrela do seriado, no Stars of the Photoplay.

The Active Life of Dolly of the Dailies foi um seriado estadunidense de 1914, categoria drama, dirigido por Walter Edwin e produzido pelo Edison Studios, que foi apresentado nos cinemas de 31 de janeiro a 3 de julho de 1914. Tal seriado era considerado perdido, até que uma cópia do 5º episódio foi descoberto no New Zealand Film Archive em 2010. Foi estrelado por Mary Fuller, que fora a atriz do primeiro seriado estadunidense, What Happened to Mary?, em 1912.

## Elenco
- Mary Fuller - Dolly
- Yale Boss
- Gladys Hulette
- Charles Stanton Ogle
- Harry Beaumont
- William West
- Edwin Clarke
- Richard Neill (como Richard Neil)
- Miriam Nesbitt
- Dan Mason
- Duncan McRae
- Carlton S. King

## Capítulos
1. The Perfect Truth
2. The Ghost of Mother Eve
3. An Affair of Dress
4. Putting One Over
5. The Chinese Fan
6. On the Heights
7. The End of the Umbrella
8. A Tight Squeeze
9. A Terror of the Night
10. Dolly Plays Detective
11. Dolly at the Helm
12. The Last Assignment